# Rock in Rio (альбом)
Rock in Rio — шостий концертний альбом англійської групи Iron Maiden, який був випущений 25 березня 2002 року. Він містить запис виступу гурту на бразильському рок-фестивалі Rock in Rio 19 січня 2001 року.

## Список композицій
Автор музики і слів Стів Гарріс, окрім зазначених. 
| Перший диск | Перший диск                 | Перший диск                             | Перший диск |
| #           | Назва                       | Автор                                   | Тривалість  |
| ----------- | --------------------------- | --------------------------------------- | ----------- |
| 1.          | «Intro (Arthur's Farewell)» | Джеррі Голдсміт                         | 1:55        |
| 2.          | «The Wicker Man»            | Адріан Сміт, Стів Гарріс, Брюс Дікінсон | 4:41        |
| 3.          | «Ghost of the Navigator»    | Янік Ґерс, Дікінсон, Гарріс             | 6:48        |
| 4.          | «Brave New World»           | Дейв Меррей, Гарріс, Дікінсон           | 6:06        |
| 5.          | «Wrathchild»                |                                         | 3:25        |
| 6.          | «2 Minutes to Midnight»     | Сміт, Дікінсон                          | 6:26        |
| 7.          | «Blood Brothers»            |                                         | 7:15        |
| 8.          | «Sign of the Cross»         |                                         | 10:49       |
| 9.          | «The Mercenary»             | Ґерс, Гарріс                            | 4:42        |
| 10.         | «The Trooper»               |                                         | 4:34        |

| Другий диск | Другий диск               | Другий диск                | Другий диск |
| #           | Назва                     | Автор                      | Тривалість  |
| ----------- | ------------------------- | -------------------------- | ----------- |
| 1.          | «Dream of Mirrors»        | Ґерс, Гарріс               | 9:38        |
| 2.          | «The Clansman»            |                            | 9:19        |
| 3.          | «The Evil That Men Do»    | Сміт, Дікінсон, Гарріс     | 4:40        |
| 4.          | «Fear of the Dark»        |                            | 7:40        |
| 5.          | «Iron Maiden»             |                            | 5:51        |
| 6.          | «The Number of the Beast» |                            | 5:00        |
| 7.          | «Hallowed Be Thy Name»    |                            | 7:23        |
| 8.          | «Sanctuary»               | Гарріс, Murray, Пол ДіАнно | 5:17        |
| 9.          | «Run to the Hills»        |                            | 4:52        |